# Luotang, Gansu
Luotang är en köping i nordvästra Kina. Den ligger i stadsdistriktet Wudu i staden Longnan i provinsen Gansu,  omkring 360 kilometer söder om provinshuvudstaden Lanzhou. Antalet invånare är 25 871. Befolkningen består av 12 069 kvinnor och 13 802 män. Barn under 15 år utgör 16,0 %, vuxna 15-64 år 73 %, och äldre över 65 år 9,0 %.